# Paco Peña (football)
Pour les articles homonymes, voir Paco Peña et Peña (homonymie).
Francisco Peña Romero dit Paco Peña est un footballeur espagnol, né le 25 juillet 1978 à Jerez de los Caballeros en Espagne. Il prit sa retraite le 1er juillet 2021.

## Palmarès
Néant